# Джувейни
Ала ад-дин Ата Малик ибн Мухаммед Джувейни (перс. علاءالدین عطاملک بن محمد جوینی‎; 1226 — 6 марта 1283) — персидский государственный деятель и историк эпохи Хулагуидов, автор исторического труда «Тарих-и джахангушай» («История мирозавоевателя»). Происходил из семьи Джувейни, представители которой занимали при сельджуках, хорезмшахах и монгольских ханах высокие должности в финансовом управлении.

## Происхождение
Почти все сведения о предках Ала ад-Дина и о его жизни до 1256 года заимствованы из «Тарих-и джахангушай». Семья Джувейни происходила из упоминавшегося ещё в X веке маленького местечка Азадвар в округе Джувейн, в западной части Хорасана, в одном дне пути на север от города Бехменабад. Согласно «Китаб аль-Фахри» Ибн ат-Тиктаки, Ала ад-Дин позднее будто бы утверждал, что происходит от Фадла ибн Раби', визиря Харуна ар-Рашида. Баха ад-Дин Мухаммед ибн Али в 1192 году принёс присягу хорезмшаху Текешу.
Его внук Баха ад-Дин Мухаммед ибн Мухаммед, отец Ала ад-Дина, появляется у Доулатшаха Самарканди в рассказе, заимствованном якобы из «Тарих-и джахангушай», как приближённый (мукарраб) хорезмшаха Мухаммеда ибн Текеша. Однако это место, как и некоторые другие цитаты у Доулатшаха, по-видимому, отсутствует в цитированном труде. Ала ад-Дин, по-видимому, упоминает своего отца в первый раз в рассказе о последних сражениях между монголами и султаном Джелал ад-Дином Манкбурны. Баха ад-Дин в то время находился в Нишапуре. Город был занят двумя военачальниками султана, Туган-Сункаром и Караджой, которые, однако, вскоре после этого были вытеснены монгольским полководцем Кюль-Булатом. Баха ад-Дин с несколькими спутниками отправился в Тус и там нашёл убежище в одной крепости, но позднее начальник крепости выдал его монголам по их требованию. Благосклонно принятый Кюль-Булатом, он поступил на монгольскую службу и в течение последующих десятилетий занимал при нескольких наместниках пост сахиб-дивана (министра финансов) Хорасана. С последним из этих наместников, Аргун-ака, он несколько раз проделал путешествие в монгольскую столицу Каракорум. Во второй половине 1253 года он, будучи в возрасте 60 лет, хотел отойти от дел, однако по желанию монголов должен был отказаться от своего намерения и умер ещё в том же году в Исфахане.

## Политическая карьера

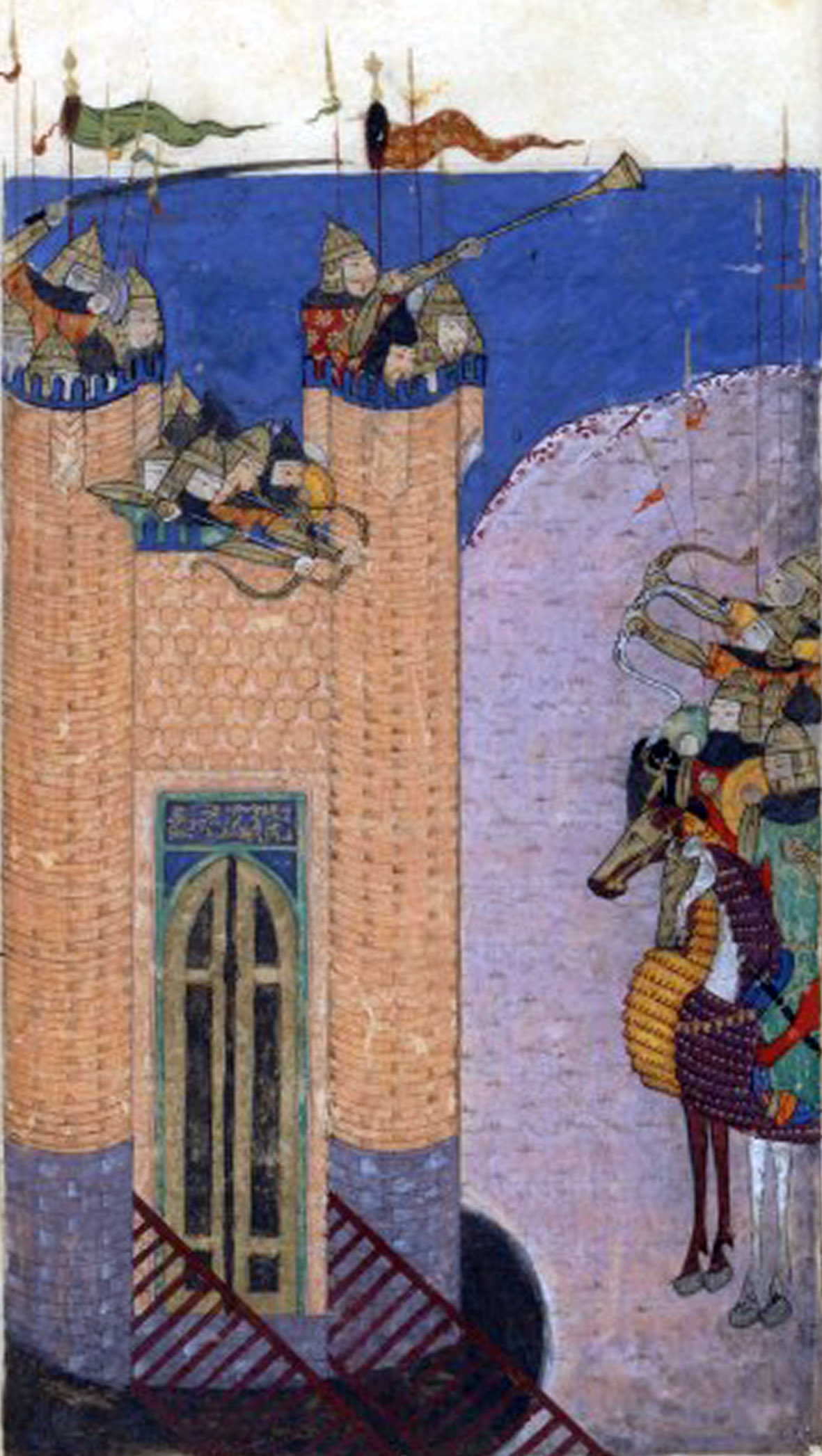
Осада Аламута. Миниатюра из рукописи «Тарих-и джахангушай», XV век

По рассказу самого Ала ад-Дина, ещё в юности, не успев приобрести основательного литературного образования, он вопреки желанию отца выбрал карьеру чиновника и был взят на службу в диван. Дважды, в 1249—1251 и 1251—1253 годах, он вместе с Аргун-ака совершал путешествие в Монголию и обратно. Когда царевич Хулагу во главе войска вторгся в Персию, Ала ад-Дин в начале 1256 года был оставлен в Хорасане, чтобы управлять этой областью с сыном Аргун-ака, Гирей-Меликом. В том же году он отличился восстановлением разрушенного монголами города Хабушан (ныне Кучан). По его побуждению Хулагу приказал при взятии Аламута защитить от уничтожения знаменитую библиотеку низаритских имамов. Книги были переданы Ала ад-Дину, который приказал сжечь всё, связанное с исмаилитской догматикой, а остальное сохранить. Позднее большая часть книг перешла недавно основанной обсерватории в Мераге.
В 661 г. х. (1262—1263 годы) Ала ад-Дин был назначен наместником (маликом) Багдада, Нижней Месопотамии и Хузистана. Вероятно, этим назначением он был обязан влиянию своего брата Шамс ад-Дина Мухаммеда, назначенного в том же году сахиб-диваном. С тех пор Ала ад-Дин управлял, как говорит Хамдаллах Казвини, «на месте халифа» (бар джа-йи халифа) страной арабов. Сообщается, что он приобрёл большие заслуги в восстановлении благосостояния Багдада и спокойствия в этой провинции. Он приказал выдать 100 000 динаров золотом, чтобы провести канал из Евфрата до Куфы и Неджефа и этим освоить для культуры новые области (Вассаф). Работами руководил Тадж ад-Дин Али ибн Мухаммед, отец автора «Китаб аль-Фахри». Позднее, при Абаке, Тадж ад-Дин пытался добиться отставки наместника, и потому, по наущению последнего, был ночью убит, за что Ала ад-Дин приговорил убийц к смертной казни, но также приказал конфисковать имущество убитого. У гробницы Али была построена обитель дервишей (ханака). Однако наместник старался и иноверцев защитить от фанатизма мусульман. В 1268 году несторианский патриарх Дынха нашёл убежище в его доме. В 1271 году ассасины предприняли покушение на Ала ад-Дина и тяжело ранили его. Христиане обвинялись мусульманским населением в том, что они действовали в согласии с убийцами. Несмотря на свою терпимость, Ала ад-Дин был вынужден посадить в тюрьму нескольких епископов, священников и монахов.

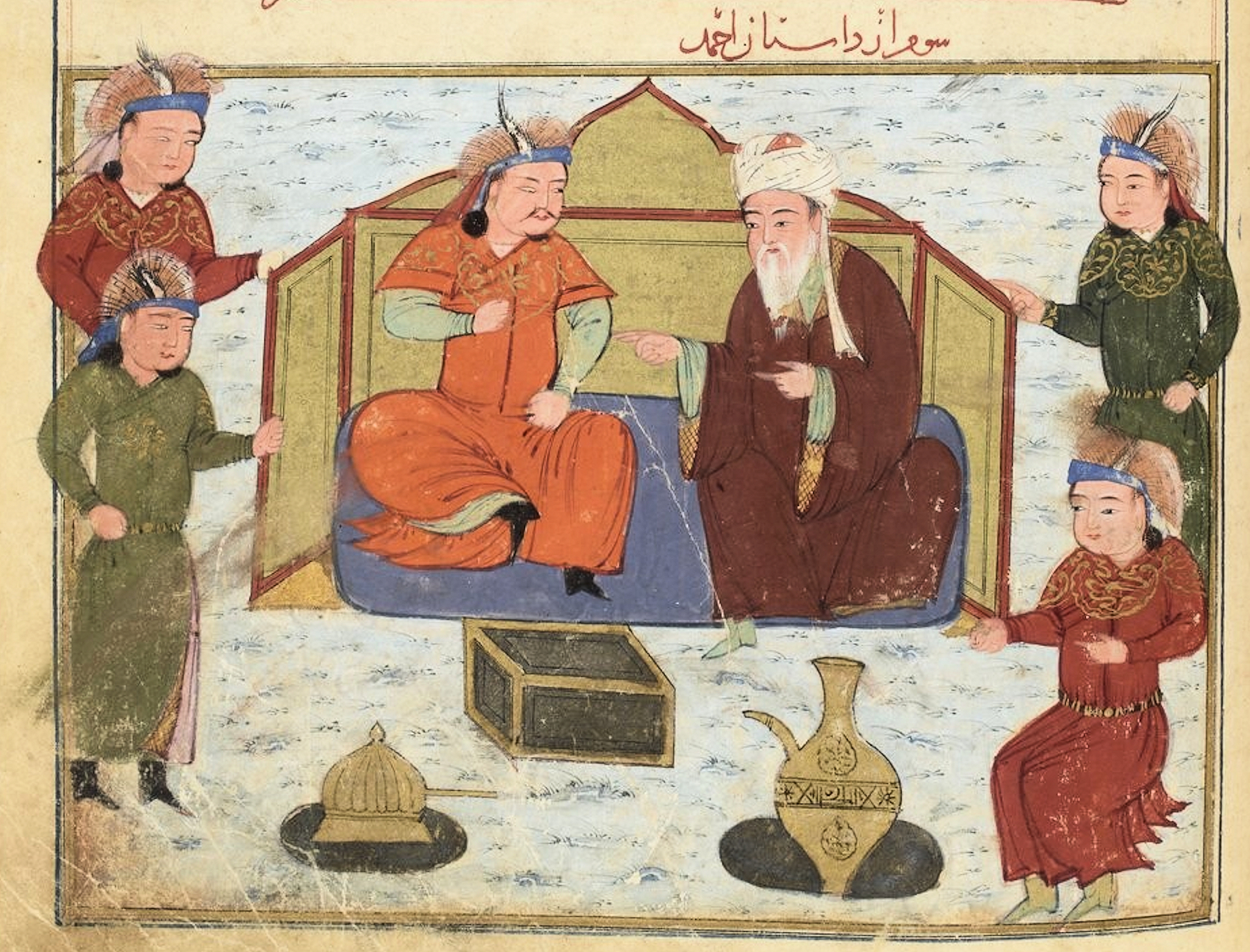
Шамс ад-Дин Джувейни и ильхан Текудер. Миниатюра из рукописи «Джами ат-таварих», XV век

Нападки, которым подверглись оба брата при ильхане Абаке (1265—1282), особенно в последние годы его царствования, имели для Ала ад-Дина ещё более тяжелые последствия, чем для его брата. Уже в 669 г. х. (1270—1271 годы) Абака приказал подвергнуть ревизии баланс доходов и расходов провинции Багдад, и при этом обнаружилась недостача в размере 250 томанов (1 томан составлял 10 000 серебряных динаров по 6 дирхемов). Ала ад-Дину удалось доказать, что причиной этой недостачи является тяжёлое экономическое положение сельского населения и что от взыскания денег жители были бы полностью разорены. Абака признал эти доводы и освободил провинцию от неуплаченных налогов; Ала ад-дин получил разрешение вернуться в Багдад. С бо́льшим успехом те же обвинения были снова выдвинуты в 1281 году. Кроме того, утверждали, будто Ала ад-Дин поддерживает связи с египетскими мамлюками. Чтобы избежать пытки, он принял обязательство выплатить казне 300 томанов, но, после продажи всего своего имущества, смог собрать только 170 томанов. По приказу Абаки он 17 декабря был освобожден, вскоре после того снова арестован из-за не хватавших ещё 130 томанов, подвергнут пыткам и проведён голым по Багдаду. Когда сахиб-дивану Шамс ад-Дину, благодаря покровительству нового государя, Ахмеда Текудера (1282—1284), удалось уничтожить своих врагов, Ала ад-Дину также вернули свободу и его имущество, и он был опять назначен наместником Багдада. Однако ещё в том же году (681 г. х., 1282—1283 годы) царевич Аргун собственной властью приказал возобновить против него следствие и конфисковать всё его имущество. Когда Ала ад-Дин в Арране получил это известие, с ним случился удар, и он умер 6 марта 1283 года. Согласно Вассафу, он умер в Мугани и был похоронен в Тебризе.

## Исторический труд

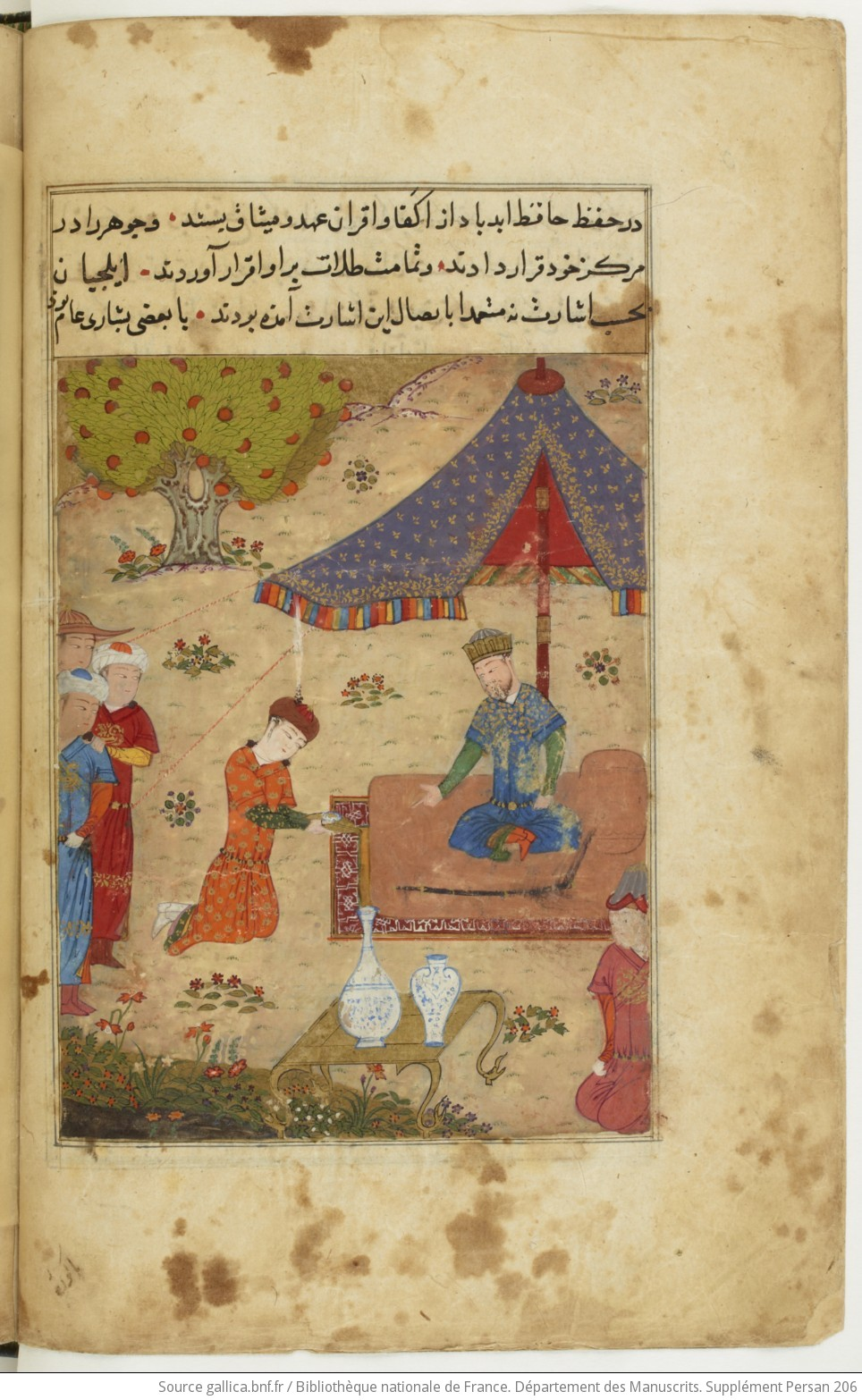
Текудер принимает посольство. Миниатюра из рукописи «Та’рих-и джахангушай», XV век

Джувейни написал свой исторический труд ещё в молодости и, по-видимому, не обращался больше к этому занятию. По его собственным словам, ему уже в 650 г. х. (1252—1253 годы) в Монголии предложили написать историю монгольских завоеваний. В предисловии к труду сказано, что автору во время его написания было 27 лет. В рассказе об осаде Бухары и Самарканда приведён 658 г. х. (1260 год) как время составления этой главы, в поздней рукописи приведён месяц раби аль-авваль (15 февраля — 15 марта) как время окончания всего труда.
Сочинение состоит из трёх основных частей:
1. История монголов и их завоеваний до событий после смерти хана Гуюка, там же и о потомках Джучи и Чагатая;
2. История династии хорезмшахов, частично по письменным источникам, таким как Машариб ат-таджариб Абу-ль-Хасана Бейхаки и Джавами' аль-'улум Фахр ад-Дина Рази, здесь же история монгольских наместников Хорасана до 656 г. х./1258 года;
3. Продолжение истории монголов до победы над ассасинами; здесь же известия об этой секте, преимущественно по найденным в Аламуте сочинениям, как Саргузашт-и Саййидна (Сергузешт-и сейидна — «Повествование о господине нашем», посвящённое деяниям Хассана ибн Саббаха); кроме того, цитируются и другие, с тех пор утерянные сочинения, например написанная для Буида Фахр ад-Дауля (ум. в 387 г. х./997 г.) Та’рих-и джанг-и Дайлам и Та’рих-и Селлами.

В некоторых рукописях «Тарих-и джахангушай» содержится также глава о завоевания Багдада, приписываемая авторству Насир ад-Дина ат-Туси.
То, что Джувейни говорит о своем недостаточном литературном образовании, следует рассматривать, вероятно, только как традиционную скромность. Его современники, в том числе и автор «Китаб аль-Фахри» Ибн ат-Тиктака, сын его врага, превозносят его как высокообразованного человека и покровителя поэтов и учёных. Ему посвящён '«Аджа’иб ал-махлукат» Закарии Казвини. Исторический труд Ала ад-Дина Джувейни благодаря своему стилю считался недостижимым образцом.
Труд, который оказал значительное влияние на историческую традицию на Востоке, остаётся историческим источником первостепенного значения. Автор является, вероятно, единственным персидским историком, совершившим путешествие в Монголию, и описавшим восточноазиатские страны по собственным наблюдениям. Наряду с путевыми записками Рубрука, мы обязаны Джувейни, пожалуй, всем, что знаем о постройках в монгольской столице Каракоруме. Известия о завоеваниях Чингис-хана нигде больше не собраны с такой же подробностью. Некоторые эпизоды, такие как военные действия на Сырдарье ниже и выше Отрара с знаменитой осадой Ходженда, вообще известны нам только из «Тарих-и джахангушай». К сожалению, Джувейни здесь передаёт не непосредственные впечатления современников, а представления следующего поколения, вследствие чего детали его рассказа, в особенности сведения о числе бойцов и убитых, должны приниматься с большой осторожностью. Например, ещё д’Оссоном отмечен факт, что цитадель Бухары у Джувейни защищается 30 000 человек, которые все убиваются при взятии, а у Ибн аль-Асира, который здесь ссылается на рассказ очевидца, — только 400 всадников. Известия о событиях в Мавераннахре до монгольского завоевания, особенно о войнах между кара-китаями и хорезмшахом Мухаммедом, приводятся в разных главах, причём случается, что автор рассказывает о тех же самых событиях в более поздних главах книги, очевидно по другим (письменным или устным) источникам, совершенно иначе, чем в предыдущих. Только поздние компиляторы, такие как Мирхонд, переработали эти противоречивые сообщения в единый рассказ, разумеется, не в соответствии с принципами современной критики. Из-за таких обработок европейская наука, которой эти компиляторы были доступнее, чем оригинальный труд, неоднократно бывала введена в заблуждение.
Во время преследований, которым он подвергался при Абаке, Джувейни написал на арабском языке послание утешения для своего брата (Таслийат аль-ихван). Одной касыде из этого сочинения, согласно Вассафу, подражали, путём добавления стихов с той же рифмой (тауших), 70 поэтов.